# Сант'Аполинаре (Равена)
Сант'Аполинаре је насеље у Италији у округу Равена, региону Емилија-Ромања.
Према процени из 2011. у насељу је живело 23 становника. Насеље се налази на надморској висини од 319 м.